# Dasytrogus nitens
Dasytrogus nitens är en skalbaggsart som beskrevs av Baudi 1870. Dasytrogus nitens ingår i släktet Dasytrogus och familjen Melolonthidae. Inga underarter finns listade i Catalogue of Life.